# Проспектна (платформа)
Проспéктна — пасажирська зупинна залізнична платформа Дніпровської дирекції Придніпровської залізниці на лінії Нижньодніпровськ-Вузол — Апостолове між станціями Дніпро-Лоцманська (1 км) та Нижньодніпровськ-Вузол (6 км).
Розташована у місті Дніпро, навпроти пам'ятника Слави, місця де щороку в День Перемоги проходять урочисті заходи. Звідси відкривається прекрасний краєвид на річку Дніпро, Набережну Перемоги, а на небокраї видніються Придніпровськ, Ігрень, схили Лоцманської Кам'янки.

## Історія
Платформа Проспектна відкрита у 1964 році — звичайна висока платформа з навісом. Назву вона отримала завдяки центральній магістралі міста — проспекту Дмитра Яворницького, який тут починається. Далі шлях залізниці йде в бік річки Дніпро, де заходить на арковий Мерефо-Херсонський міст. Ця споруда є не тільки однією з візитних карток міста, а й унікальною пам'яткою інженерної архітектури національного значення.

## Пасажирське сполучення
На платформі Проспектна зупиняються приміські електропоїзди до станцій Синельникове I та Сухачівка.
| Рух приміських електропоїздів по платформі Проспектна |                                         |                                |
| №                                                     | Маршрут сполучення                      | Періодичність курсування       |
| 6232                                                  | Кам'янське-Пасажирське — Синельникове I | Щоденно, крім суботи та неділі |
| 6234/6233                                             | Запоріжжя I — Сухачівка                 | Щоденно, крім суботи та неділі |